# Dichochrysa spissinervis
Dichochrysa spissinervis är en insektsart som först beskrevs av Bo Tjeder 1966.  Dichochrysa spissinervis ingår i släktet Dichochrysa och familjen guldögonsländor. Inga underarter finns listade i Catalogue of Life.